# Saattoq
Saattoq är en ö i Grönland (Kungariket Danmark).   Den ligger i kommunen Qaasuitsup, i den västra delen av Grönland, 1 100 km norr om huvudstaden Nuuk. Arean är 3,1 kvadratkilometer.
Terrängen på Saattoq är platt. Öns högsta punkt är 106 meter över havet. Den sträcker sig 2,3 kilometer i nord-sydlig riktning, och 2,8 kilometer i öst-västlig riktning.